# Lesotho op de Olympische Zomerspelen 2024
Lesotho nam deel aan de Olympische Zomerspelen 2024 in Parijs.

## Aantal Deelnemers
Hieronder volgt een overzicht van de atleten die zich kwalificeerden voor de Olympische Zomerspelen van 2024.
| Sport     | Mannen | Vrouwen | Totaal |
| --------- | ------ | ------- | ------ |
| Atletiek  | 1      | 1       | 2      |
| Taekwondo | 0      | 1       | 1      |
| Totaal    | 1      | 2       | 3      |

## Deelnemers en resultaten

### Atletiek
Mannen
| atleet               | onderdeel | series | series | herkansingen | herkansingen | halve finale | halve finale | finale     | finale |
| atleet               | onderdeel | tijd   | rang   | tijd         | rang         | tijd         | rang         | tijd       | rang   |
| -------------------- | --------- | ------ | ------ | ------------ | ------------ | ------------ | ------------ | ---------- | ------ |
| Tebello Ramakongoana | marathon  | n.v.t. | n.v.t. | n.v.t.       | n.v.t.       | n.v.t.       | n.v.t.       | 2.07.58 NR | 7      |

Vrouwen
| atleet                       | onderdeel | series | series | herkansingen | herkansingen | halve finale | halve finale | finale     | finale |
| atleet                       | onderdeel | tijd   | rang   | tijd         | rang         | tijd         | rang         | tijd       | rang   |
| ---------------------------- | --------- | ------ | ------ | ------------ | ------------ | ------------ | ------------ | ---------- | ------ |
| Mokulubete Blandina Makatisi | marathon  | n.v.t. | n.v.t. | n.v.t.       | n.v.t.       | n.v.t.       | n.v.t.       | 2.30.20 PB | 31     |

### Taekwondo
Vrouwen
| atleet       | onderdeel | kwalificatie         | eerste ronde                  | kwartfinale          | halve finale         | herkansing           | finale / BM          | finale / BM    |
| atleet       | onderdeel | tegenstander uitslag | tegenstander uitslag          | tegenstander uitslag | tegenstander uitslag | tegenstander uitslag | tegenstander uitslag | rang           |
| ------------ | --------- | -------------------- | ----------------------------- | -------------------- | -------------------- | -------------------- | -------------------- | -------------- |
| Michelle Tau | -49 kg    | bye                  | Nematzadeh V 0 - 2 (0-3, 0-2) | niet geplaatst       | niet geplaatst       | niet geplaatst       | niet geplaatst       | niet geplaatst |